# Ali Javan
Ali Javan (in persiano علی جوان‎, Ali Javān; Teheran, 26 dicembre 1926 – Los Angeles, 12 settembre 2016) è stato un fisico e inventore iraniano naturalizzato statunitense.
È stato il primo a proporre il concetto di laser a gas nel 1959 presso i Bell Laboratories. Un prototipo di successo, costruito da lui in collaborazione con WR Bennett, Jr. e DR Herriott, è stato presentato nel 1960. I suoi altri contributi alla scienza sono stati nella fisica quantistica e della spettroscopia.
Nel 2007 The Daily Telegraph lo ha posizionato al 12° posto nella lista dei "100 migliori geni viventi".

## Biografia
Ali Javan è nato a Teheran da genitori azerbaigiani originari di Tabriz. Frequentò una scuola condotta da zoroastriani e si diplomò alla Alborz High School e iniziò gli studi universitari all'Università di Teheran. Durante una visita a New York nel 1948, frequentò diversi corsi di laurea alla Columbia University. Ricevette il dottorato di ricerca nel 1954 sotto la guida del suo relatore di tesi Charles Townes, senza aver ricevuto il bachelor's degree.
Nel 1955 ha ottenuto un impiego post-dottorato nel Radiation Laboratory e lavorò con Townes sulla ricerca sull'orologio atomico e utilizzò lo spettrometro a fascio atomico a microonde per studiare la struttura iperfine di atomi come rame e tallio.

### Studi sul laser
Nel 1957 pubblicò un articolo in cui teorizzava un maser a tre livelli, e la sua scoperta dell'effetto Raman stimolato dimostrò che una transizione Raman spostata di Stokes può produrre amplificazione senza richiedere un'inversione di popolazione. L'effetto fu il precursore di una classe di effetti noti come Laser senza inversione, o LWI. Entrò nei Bell Telephone Laboratories nel 1958, poco dopo aver concepito il principio di funzionamento del suo laser a scarica di gas Helium Neon, e nel 1960 presentò il suo articolo a Samuel Goudsmit per la pubblicazione.
Il Laser a elio-neon di Avan è stato il primo laser a funzionamento continuo. Funzionava con un input di energia molto basso, circa 25 o 50 watt, contro le migliaia di watt necessarie ai laser a rubino per produrre brevi raffiche. La potenza laser in uscita era di circa 1 milliwatt. Inoltre il laser a rubino è stato ampiamente superato dal laser a gas per quanto riguarda la ristrettezza delle lunghezze d'onda. Il suo fascio di luce infrarossa era largo poco meno di mezzo pollice e si diffondeva per non più di un metro su una distanza di un miglio. Il giorno successivo la sua realizzazione, il laser fu utilizzato per trasmettere una telefonata. Javan descrisse in seguito il momento: “Ho fatto una telefonata al laboratorio. Uno dei membri dell'équipe rispose e mi chiese di rimanere in linea per un momento. Poi ho sentito una voce [il signor Balik], un po' tremolante nella trasmissione, mi diceva che era la luce laser a parlarmi".
Nel 1966, Ali Javan e Theodore Maiman si divisero un premio in denaro presentato loro dal presidente Johnson in onore del loro lavoro. Nel 1971, divenne direttore del Simposio sulla fisica laser, che si tenne nel campus dell'Università di Isfahan.
Eseguì la prima dimostrazione di battimenti ottici eterodina con laser nel 1961. Un altro importante esperimento fu la sua osservazione del calo del detuning dip chiamato "calo di Lamb" durante la scansione della frequenza di un laser monomodale attraverso il Doppler-broadened gain profile. Lui e i suoi colleghi furono pionieri nella stabilizzazione delle frequenze laser con tecniche che utilizzavano il calo di Lamb. Nel 1964, Javan e Townes idearono esperimenti con l'utilizzo del laser per testare la relatività ristretta, inclusa una variante dell'esperimento di deriva dell'etere di Michelson-Morley per studiare l'anisotropia dello spazio. Il gruppo replicò l'esperimento con un nuovo ordine di accuratezza ruotando i loro laser in direzioni diverse rispetto al moto della Terra. Qualsiasi variazione della velocità della luce si sarebbe manifestata come una variazione della frequenza del fascio in uscita. L'apparato utilizzato era sufficientemente sensibile da rilevare una variazione di 0,03 mm/s (rispetto ai 150 mm/s raggiunta da Albert Michelson).

### Studi al MIT
Al MIT nei primi anni 60, avviò un progetto di ricerca mirato ad estendere le tecniche di misurazione della frequenza a microonde nell'infrarosso. Introdusse il concetto di un'antenna ottica di diverse lunghezze d'onda che consente di confinare quasi completamente un campo ottico incidente accoppiato ad essa e di formare l'antenna in scala nanometrica. Per la prima volta è stata utilizzata un'antenna per ricevere la luce e trasmetterla a una struttura ricevente infinitesimale sulla sua punta, osservabile solo con un microscopio elettronico. L'antenna rispondeva alla luce laser infrarossa e generava corrente che vibrava alle frequenze dei raggi incidenti. Secondo John L. Hall, durante l'incontro dell'American Physical Society del 1962, Javan fece ascoltare una registrazione dell'effettiva frequenza di battimento audio tra due dei suoi laser quando erano sintonizzati quasi sulla stessa frequenza ottica. Utilizzando questo metodo Javan sviluppò la prima misurazione assolutamente accurata della velocità della luce.
Javan ha lavorato per la prima volta al Massachusetts Institute of Technology come professore associato di fisica nel 1961 ed è rimasto professore emerito di fisica Francis Wright Davis dal 1964. Ha continuato a fare ricerche nel campo dell'elettronica ottica, che prevede di scalare gli elementi elettronici in modo che siano in grado di gestire frequenze pari a quelle della radiazione ottica visibile.

### Morte
Ali Javan è morto il 12 settembre 2016, lasciando la moglie Marjorie e due figlie.